# Gomes Freire de Andrade, 1.º Conde de Bobadela
António Gomes Freire de Andrade (Juromenha, 1685 — Rio de Janeiro, 1 de janeiro de 1763) foi um nobre, militar e administrador colonial português. Foi feito primeiro conde de Bobadela por carta de 20 de dezembro de 1758. As correspondências e outros documentos de seu governo no Rio de Janeiro e nas Minas Gerais só trazem sua assinatura como Gomes Freire de Andrade, sem o nome Antônio, da mesma forma foi também nominado pelos seus governados.

## Biografia
Filho de Bernardino Freire de Andrade e de D. Joana Vicência de Meneses, foi moço fidalgo com exercício, acrescentado a fidalgo escudeiro, do Conselho do rei D. João V de Portugal e do rei D. José I de Portugal.
Foi governador e capitão-general do Rio de Janeiro durante trinta anos, entre 1733, até a sua morte em 1763.
Estudou no Colégio das Artes da Universidade de Coimbra, período em que assentou praça, progredindo na carreira militar durante a Guerra de Sucessão da Espanha. Diz "Nobreza de Portugal", tomo II, página 420: "Sendo estudante em Coimbra, assentou praça e de tal forma se houve na Guerra de Sucessão da Espanha que conquistou alto posto." Provido de comando superior, terminada a campanha, teve o encargo de comissões importantes e, em 1733 foi nomeado Capitão-general da Capitania do Rio de Janeiro, tomando posse do cargo em 26 de julho.
Comissário e primeiro plenipotenciário de Portugal nas conferências sobre os limites da fronteira ou parte meridional do Estado do Brasil com as colônias espanholas da América do Sul, que alcançava desde Castilhos Grandes até a foz do rio Jauru. General da Divisão portuguesa e depois comandante em chefe das tropas auxiliares de Espanha e Portugal que foram ao Rio Grande do Sul e ao Uruguai, Buenos Aires e Colônia do Sacramento, sujeitar os índios rebeldes instigados contra o domínio português e espanhol, pelo predomínio dos jesuítas, apoiados na influência do governo inglês, que desde 1740 perscrutava a maneira de assentar o domínio da Inglaterra no rio da Prata, dominar toda a América do Sul e acabar para Portugal o domínio do Estado do Brasil.
Em 1735 recebeu o encargo de administrar também as Minas Gerais, e em 1748, extinta a Capitania dos paulistas a quem odiava e, simultaneamente criadas as Capitanias de Goiás e Mato Grosso que, antes, foram Comarcas da extinta São Paulo, Gomes Freire passou a administrar também as duas novas capitanias que se fundaram. Assim, enviado ao Brasil para ser governador da Capitania do Rio de Janeiro, acumulou sob seu comando os territórios de Minas Gerais, São Paulo, Goiás, Mato Grosso e sul do Brasil. 
Juntamente com Martinho de Mendonça de Pina e Proença implantou e impôs às Minas Gerais, através de prisões, torturas e assassinatos, o Sistema Tributário da Capitação, causando um grande número de revoltas, esvaziamento das vilas oficiais e aumento da população quilombola, culminado pelo maior genocídio da América do Sul setecentista, ocorrido nos anos de 1741 a 1760. Vide Quilombo do Campo Grande: A História de Minas que se devolve ao povo”, 4ª edição, ISBN 978-85-920654-3-8. 
No Rio de Janeiro, o sargento-mor José Fernandes Pinto Alpoim, sob a aprovação de Gomes Freire, realizou obras como o Aqueduto da Carioca, a Casa dos Governadores terminada em 1743, e o chafariz ou fonte pública da praça do Carmo. Gomes Freire incentivou e até financiou a construção de importantes obras religiosas, como o Convento de Santa Teresa, onde queria ser sepultado, e o Convento da Ajuda (demolido). Permitiu a abertura da primeira tipografia da colônia, criada no Rio de Janeiro em 1747 por Antônio Isidoro da Fonseca, mas que teve de ser fechada por ordem do governo português. Incentivou a cultura também pela criação de academias de intelectuais: a Academia dos Felizes (1736) e a Academia dos Seletos (1752), ainda que nenhuma teve vida longa, mesmo porque, só serviram para divulgar as obras literárias do próprio Gomes Freire e de seus supostos confrades, tidas depois como pueris.
Depois da atuação notável como governador, uma vez denunciadas ao governador em 1744 pelo guarda-mor J. R. Froes as riquezas do distrito diamantino de Paracatu, cuidou logo de explorar os terrenos.  Agiu para o aproveitamento das minas de Paracatu, recém descobertas, esforçando-se para tentar acabar com a falta de controle da circulação do ouro e a desorganização da coleta dos quintos. Reprimiu o contrabando, articulado a partir do Rio, estabeleceu nas Minas Gerais, em lugar dos Quintos, o chamado sistema de Capitação sobre toda espécie de trabalho, fosse de escravos ou de pessoas livres, fossem brancos pobres ou pretos forros; determinou a imposição de um contrato sobre os diamantes do Tijuco, distrito que Portugal mantinha rigorosamente fechado, supervisionou a renovação urbana do Ribeirão do Carmo rebatizada Cidade Mariana em homenagem à Rainha D. Maria Ana de Áustria. A informação de que "Atuou intensamente em favor da cultura e instrução na colônia" é ofuscada pelo seu vaidoso egocentrismo pseudo cultural.
Completamente desmoralizado pelas consequências desastrosas do tributo da Capitação, extinto em 1750 pelo novo primeiro-ministro de Portugal, Marquês de Pombal, Gomes Freire foi informalmente retirado do governo das Minas Gerais e enviado para o Sul, para ajudar os espanhóis na viabilização do Tratado de Madrid, onde, juntamente com espanhóis cometeria outro genocídio, matando muitos guaranis de fome, isto, por terem destruído suas roças, tanto no Rio Grande do Sul, como no atual Uruguai.

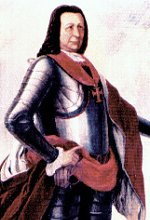
Gomes Freire de Andrade em retrato do século XVIII.

Em decorrência do Tratado de Madrid (1750), o governador deslocou-se em 1752 junto com Fernandes Alpoim à região sul para delimitar as fronteiras com as colônias espanholas. Comandou as tropas luso-espanholas que venceram os índios guaranis durante a Guerra Guaranítica (1754-1756), em que lutou contra o líder guarani Sepé Tiaraju.
Ao mesmo tempo que prestava atenção aos interesses materiais do país sujeito a seu domínio, atendia à instrução e ao amor pela literatura, empregando os meios possíveis para o seu desenvolvimento. A ele se deve o estabelecimento da oficina tipográfica do Rio, de que foi proprietário Antônio Isidoro da Fonseca. A tipografia durou pouco, porque a iniciativa desagradou ao governo da metrópole, temeroso da demasiada ilustração dos colonos, que censurou muito que o capitão general concedesse autorização para que se fundasse e ainda não satisfeito com a censura, ordenou que se fechasse.
Os primeiros escritos impressos foram:
- « Relação da entrada que fez o exmo e revmo senhor Dom Frei Antônio do Desterro Malheiros, bispo do Rio de Janeiro, em 1.º do ano de 1747, havendo sido seis anos bispo de Angola, d'onde por nomeação de Sua Majestade e bula pontificia foi promovido para esta diocese», composta pelo doutor Luís Antônio Rousado da Cunha, juiz de fora, etc.
- «Em aplauso do exmo e revmo sr D. Frei Antônio do Desterro Malheiros, dignissimo bispo d'esta cidade», romance heróico in folio;
- «Coleção de 11 epigramas e 1 soneto, aqueles em latim, êste em português, sobre idêntico assunto.»

Tais composições não têm grande valor, porém são lembradas pelos monarquistas no Brasil por serem os primeiros trabalhos tipográficos no Rio de Janeiro.
Foi ainda durante seu governo que se fundaram duas academias, a dos Felizes e a dos Seletos. Auxiliava os que se dedicavam ao estudo e entre os muitos que mandou educar no seminário de São José esteve José Basílio da Gama que, depois de concluir sua educação à Europa, reconhecido à sua memoria, escreveu o poema «Uruguai» ou «O Uraguai», cujo herói é Gomes Freire, publicado em Lisboa em 1769, obra, como se sabe, alheia à real verdade dos fatos e de natureza bajuladora, dedicada ao irmão do Marquês de Pombal.
Como militar, distinguiu-se na guerra do Rio Grande do Sul contra os índios, de 1750 em diante,  derrotando em menos de seis meses os inimigos que os jesuítas dirigiam ocultamente, informação também bastante controversa..
Foi responsável por grandes contribuições para a tecnologia militar, destacando a criação, em 1762, da “Casa do Trem da Província do Rio de Janeiro”, local destinado ao abrigo e reparo do equipamento de Artilharia do Exército Colonial, obras, na verdade, de seu grande auxiliar, José Fernandes Pinto Alpoim. Da mesma forma, a Casa do Trem é o marco de origem das atividades da indústria bélica no Brasil Colônia, além de ser a precursora dos atuais Arsenais de Guerra do Exército Brasileiro.
Depois do Pacto de Família, Portugal declarou guerra à Espanha, de que resultou D. Pedro de Cevallos – em quem Gomes Freire confiou tolamente - tomar a cidade do Sacramento, que arrasou e à qual nunca chegaram socorros do Rio de Janeiro. Diz-se que este fato lhe causou tão poderosa impressão que recebeu a notícia em dezembro de 1762 e adoeceu gravemente, morrendo em 1 de janeiro seguinte. 
Está sepultado na capela do Convento de Santa Teresa (Rio de Janeiro), cuja construção financiou com esse objetivo. Deixou em testamento  um valiosíssimo morgado em favor do irmão, José António Freire de Andrade, pois não se casou nem teve filhos. Gomes Freire morreu sob pesadas denúncias de desvio de recursos públicos, das quais nunca conseguiu se livrar de todo.
Este artigo omitia a maioria dos fatos do governo de Gomes Freire de Andrade e não aponta os documentos comprobatórios do que informa. Neste sentido, vide artigo "O Outro Lado de Gomes Freire de Andrade", artigo escrito pelo historiador Tarcísio José Martins, com base em citações de 88 documentos primários e bibliografias, consolidado por mais de trinta anos de pesquisa e que agora, em parte, teve suas informações inseridas em seu texto

## Título e descendência
Graças a seus serviços à Coroa, D. José I de Portugal (rei de 1750 a 1777) concedeu-lhe em 1758 o título de conde de Bobadela.  O título foi herdado por seu irmão, José António Freire de Andrade, que o transmitiu a seus descendentes. O 3.º conde de Bobadela foi Gomes Freire de Andrade e o 4.º e último titular D. Nuno Manuel (28/9/1828).
No testamento, confirmou a instituição de morgado que por escritura de 13 de março de 1761 fizera nas Notas do Tabelião do Rio, Salvador Antônio Velasco, em favor do irmão José Antônio, em bens no valor de 88:066$400, que deveria ser ainda aumentado por ocasião de seu falecimento, pelo modo que determinara. O espólio foi aprovado e confirmado por provisão do Desembargo do Paço, em 21 de julho de 1778.
Por proposta do Senado da Câmara do Rio, fora ordenado em aviso de 13 de agosto de 1760 que o retrato do conde fosse colocado na sala do referido Senado.

## Homenagens
O Departamento de Ciência e Tecnologia do Exército Brasileiro possui, talvez por desconhecer o outro lado desse governador, em sua homenagem, o nome histórico de Departamento General Gomes Freire de Andrade.